# Отель «Нью-Хэмпшир» (фильм)
«Отель Нью-Хэ́мпшир» (англ. The Hotel New Hampshire) — экранизация одноимённого романа американского писателя Джона Ирвинга.

## Сюжет
История американской семьи Берри. Глава семьи Уин Берри, работавший школьным учителем, решает открыть отель «Нью-Хэмпшир». Ему помогают жена и дети — Джон, Фрэнни, Фрэнк, Лилли и самый младший сын по кличке Эмбрион.
Джон испытывает к сестре Фрэнни сексуальное влечение, за что подвергается насмешкам с её стороны, а также Фрэнка, являющегося гомосексуалом.
После получения приглашения от старого знакомого Фрейда семья переезжает в Австрию.

## В ролях
- Джоди Фостер — Фрэнни Берри
- Бо Бриджес — Уин Берри
- Роб Лоу — Джон Берри
- Настасья Кински — Сьюзи
- Уилфорд Бримли — Айова Боб
- Пол МаКкрейн — Фрэнк Берри
- Уоллес Шон — Фрейд
- Лиза Бейнс — мать
- Дженнифер Дандас — Лили Берри
- Сет Грин — «Эмбрион» Берри
- Анита Моррис — Ронда Рэй
- Аманда Пламмер — мисс Мискерридж
- Мэттью Модайн — Чип Доув / Эрнст

## Съёмки
Музыкальное сопровождение к фильму должна была записать британская рок-группа Queen, однако эта идея не была реализована.

## Оценки
В прокате фильм потерпел кассовый провал, при бюджете в 7,5 млн долларов картина собрала в США около 5,1 млн долларов.
На сайте Rotten Tomatoes рейтинг фильма составляет 77 % на основе 13 рецензий.